# Theodore Kaczynski

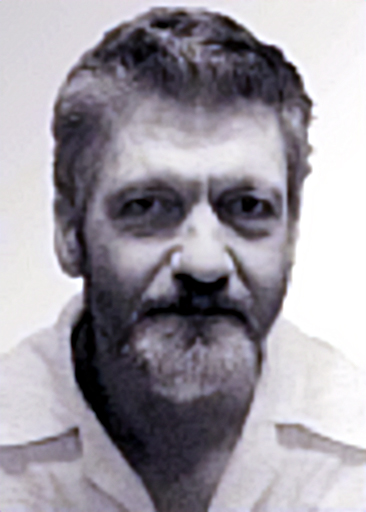
Kaczynski im Gefängnis (1999)

Theodore John „Ted“ Kaczynski (* 22. Mai 1942 in Chicago, Illinois; † 10. Juni 2023 in Butner, North Carolina), auch bekannt als Unabomber, war ein US-amerikanischer Terrorist, Autor und Anhänger eines naturzentrierten Anarchismus sowie vorheriger Mathematik-Assistenzprofessor.
Kaczynski galt als hochbegabtes Wunderkind und erhielt im Alter von nur 15 Jahren die Zulassung sowie ein Stipendium für ein Mathematik-Studium an der Harvard University. Im Jahre 1969 beendete er jedoch seine bis dahin erfolgreiche akademische Karriere, um als Aussteiger in den Wäldern Montanas in einer selbstgebauten Hütte ohne Strom und fließendes Wasser ein einfaches Leben zu verfolgen.
Zwischen 1978 und 1995 verschickte er 16 Paketbomben an verschiedene Personen in den USA. Hierdurch wurden drei Menschen getötet und 23 weitere verletzt. Kaczynski bezeichnete die Attentate als „extrem, aber notwendig“, um auf die zunehmende Aushöhlung von Freiheit und Würde der Menschen durch die moderne Welt aufmerksam zu machen. Sie sollten eine Revolution starten, die das gesamte System zum Zusammenbruch bringen sollte, um so noch größeres Leid zu verhindern, das den Menschen durch Fortbestand des Systems zugefügt werde.
Anhand seines 1995 veröffentlichten Manifests wurde er von seinem Bruder erkannt. Kaczynski wurde 1996 verhaftet und 1998 nach einem Gerichtsprozess, in dem er sich schuldig bekannte, zu achtmal lebenslänglicher Haft ohne Möglichkeit der Entlassung auf Bewährung verurteilt. Diese Strafe saß er zwischen 1998 und 2021 im Bundesgefängnis ADX Florence ab, anschließend wurde er nach North Carolina verlegt.
Bevor seine Identität bekannt wurde, bezeichneten das FBI und daraufhin die Presse ihn als Unabomber, da seine ersten Bomben Universitätsprofessoren oder Fluggesellschaften (universities ’n’ airlines) zum Ziel hatten. Er selbst bezeichnete sich in seinen Kontaktaufnahmen als FC (Abkürzung für Freedom Club) und behauptete, dass es sich hierbei um eine Gruppe handele. Sowohl die Ermittlungen als auch der Strafprozess kamen jedoch zu dem Ergebnis, dass Kaczynski alleine agiert hatte. Die Ermittlungen zur Fahndung nach ihm, an der über viele Jahre hinweg mehr als 150 Mitarbeiter gleichzeitig in Vollzeit beschäftigt waren, sind die längsten und teuersten in der Geschichte des FBI.

## Leben vor den Attentaten

### Kindheit und Jugend

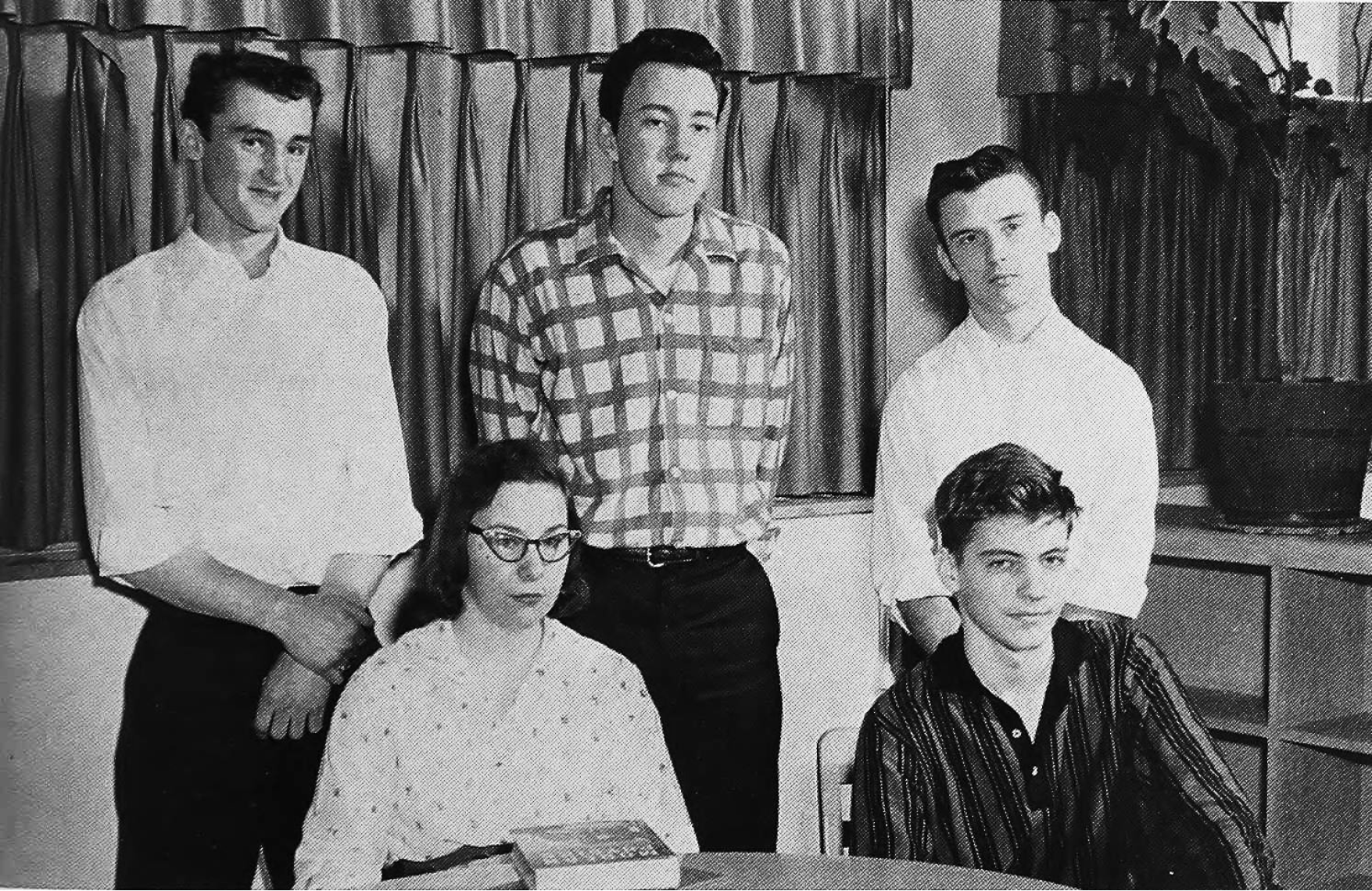
Kaczynski (unten rechts) mit den vier Mit-Finalisten seiner Schule für das National-Merit-Stipendium, 1958

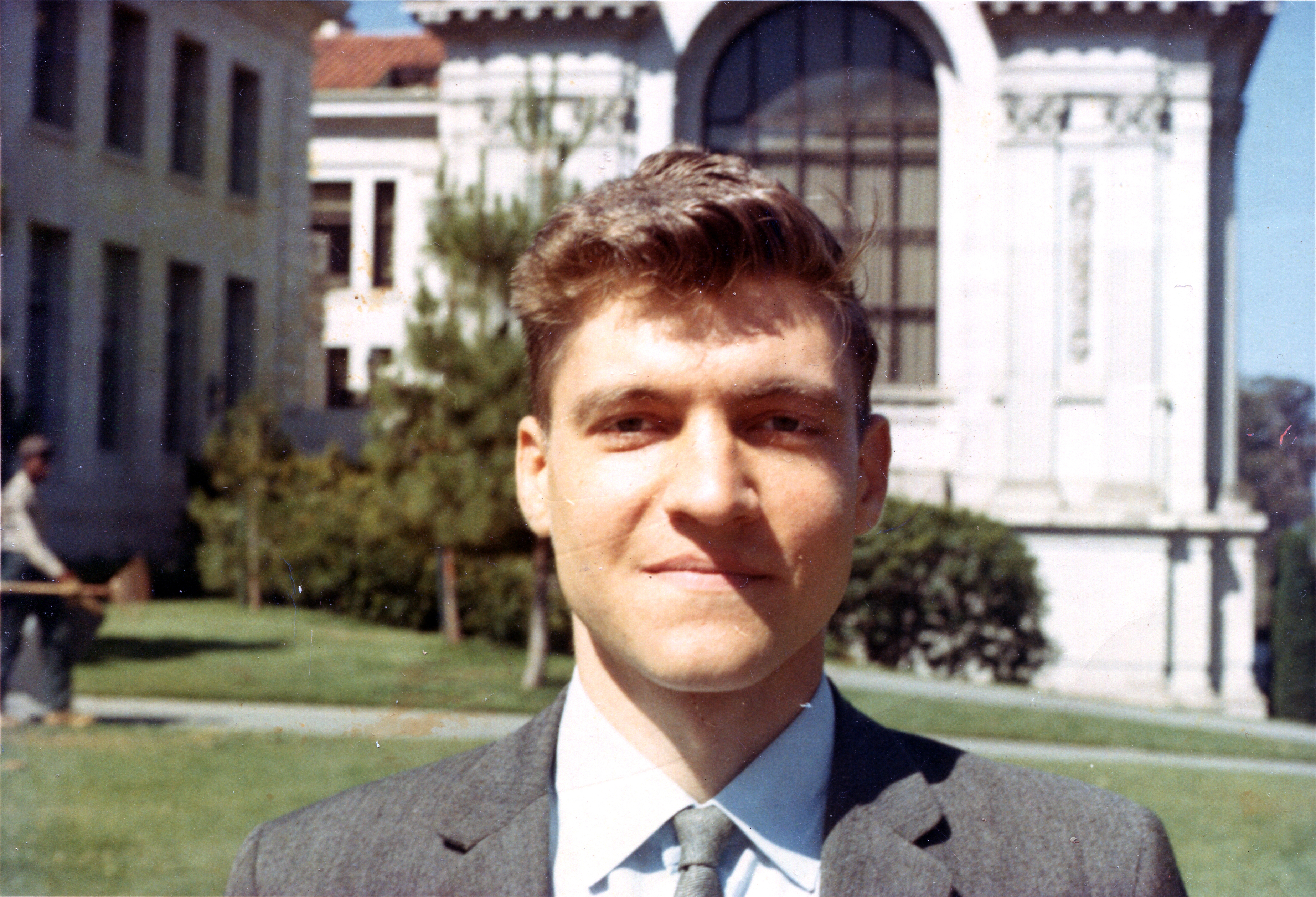
Theodore Kaczynski als junger Dozent an der Universität Berkeley, 1968

Kaczynski war der ältere Sohn von Wanda Theresa Dombek Kaczynski und Theodore Richard Kaczynski, die von polnischen Einwanderern abstammten, und wuchs die ersten zehn Jahre seines Lebens in einfachen Verhältnissen in Chicago, Illinois auf. Von der ersten bis zur vierten Klasse besuchte Kaczynski die Sherman Elementary School in Chicago, deren Schulverwaltung ihn als „gesund“ und „gut angepasst“ beschrieb. Im Oktober 1949 wurde sein Bruder David geboren.
Als Kaczynski zehn Jahre alt war, zog die Familie in den gehobeneren Vorort Evergreen Park südwestlich von Chicago, wo Kaczynski zunächst die Evergreen Park Central Junior High School und ab 1955 die Evergreen Park Highschool besuchte. Nachdem ein Test einen Intelligenzquotienten von 167 ergeben hatte, übersprang Kaczynski die 6. Klasse. Später übersprang er auch die elfte Klasse und schloss die Schule mit 15 Jahren ab. Noch im selben Alter erhielt er die Zusage von der Harvard University für ein Mathematikstudium.

### Akademische Ausbildung und Karriere
Im Herbst 1958 begann er im Alter von nur 16 Jahren ein Mathematik-Studium in Harvard, für das er ein Stipendium erhalten hatte. Von Herbst 1959 bis Frühjahr 1962 war Kaczynski einer von 22 studentischen Probanden einer von Henry A. Murray geleiteten Persönlichkeitsstudie namens Multiform Assessments of Personality Development, im Rahmen derer er über einen Zeitraum von drei Jahren hinweg jede Woche etwa eine Stunde lang großem psychischen Stress ausgesetzt war, indem er in einer Art Verhörsituation verbal erniedrigt wurde. Die Studie erfolgte wahrscheinlich im Rahmen des von der CIA geleiteten MKULTRA-Projekts, das seit den 1950er Jahren systematisch Menschenversuche unter anderem mit LSD durchführte, um die Methoden der Gehirnwäsche zu optimieren. Ob auch Kaczynski LSD verabreicht wurde, ist umstritten. Verschiedene Autoren vermuten, dass die Experimente Hauptauslöser für Kaczynskis spätere Anschläge waren. Er selbst bezeichnete die an ihm durchgeführten Experimente später als nicht besonders prägend.
Im Juni 1962 schloss er sein Bachelorstudium in Harvard mit mäßigen Noten ab. Im selben Jahr wechselte er an die University of Michigan in Ann Arbor, wo er zunächst ein Masterstudium der Mathematik absolvierte und im Jahr 1967 seinen Doktorgrad erlangte. Für seine Dissertation mit dem Titel Boundary Functions wurde er mit dem Sumner-Myers-Preis ausgezeichnet. Sein Fachgebiet war die Funktionentheorie: „Ich gehe davon aus, dass ihn im ganzen Land nur an die 10 bis 12 Menschen verstehen oder würdigen konnten“, sagte Maxwell O. Reade, ein Mitglied von Kaczynskis Dissertationsausschuss.
In Michigan unterrichtete er drei Jahre lang Studenten mit einem Stipendium der National Science Foundation und veröffentlichte zwei Artikel mit Bezug zu seiner Dissertation in mathematischen Fachzeitschriften. Nachdem er Michigan verlassen hatte, veröffentlichte er noch vier weitere Artikel. Im Herbst 1967 bekam Kaczynski eine Assistenzprofessur an der Universität von Kalifornien in Berkeley. Trotz Überzeugungsversuchen anderer Institutsmitglieder und seiner guten weiteren Karriereaussichten kündigte Kaczynski 1969 ohne weitere Erklärung.
Kaczynski wohnte danach zwischenzeitlich im Haus seiner Eltern in Lombard, einem Vorort westlich von Chicago.

### Rückzug in die Wildnis Montanas

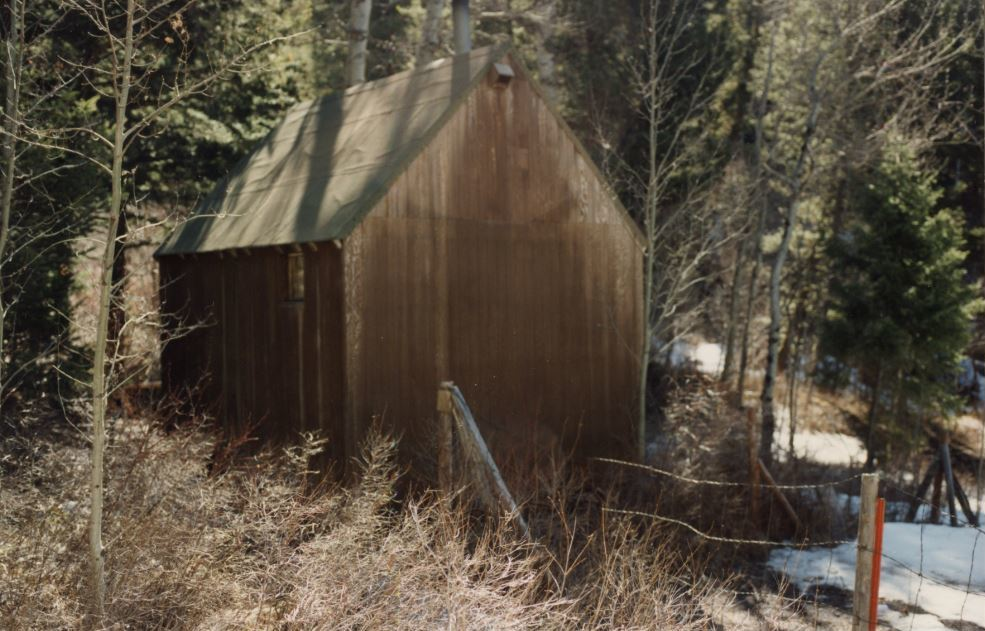
Kaczynskis Holzhütte von außen nach dessen Festnahme (1996)

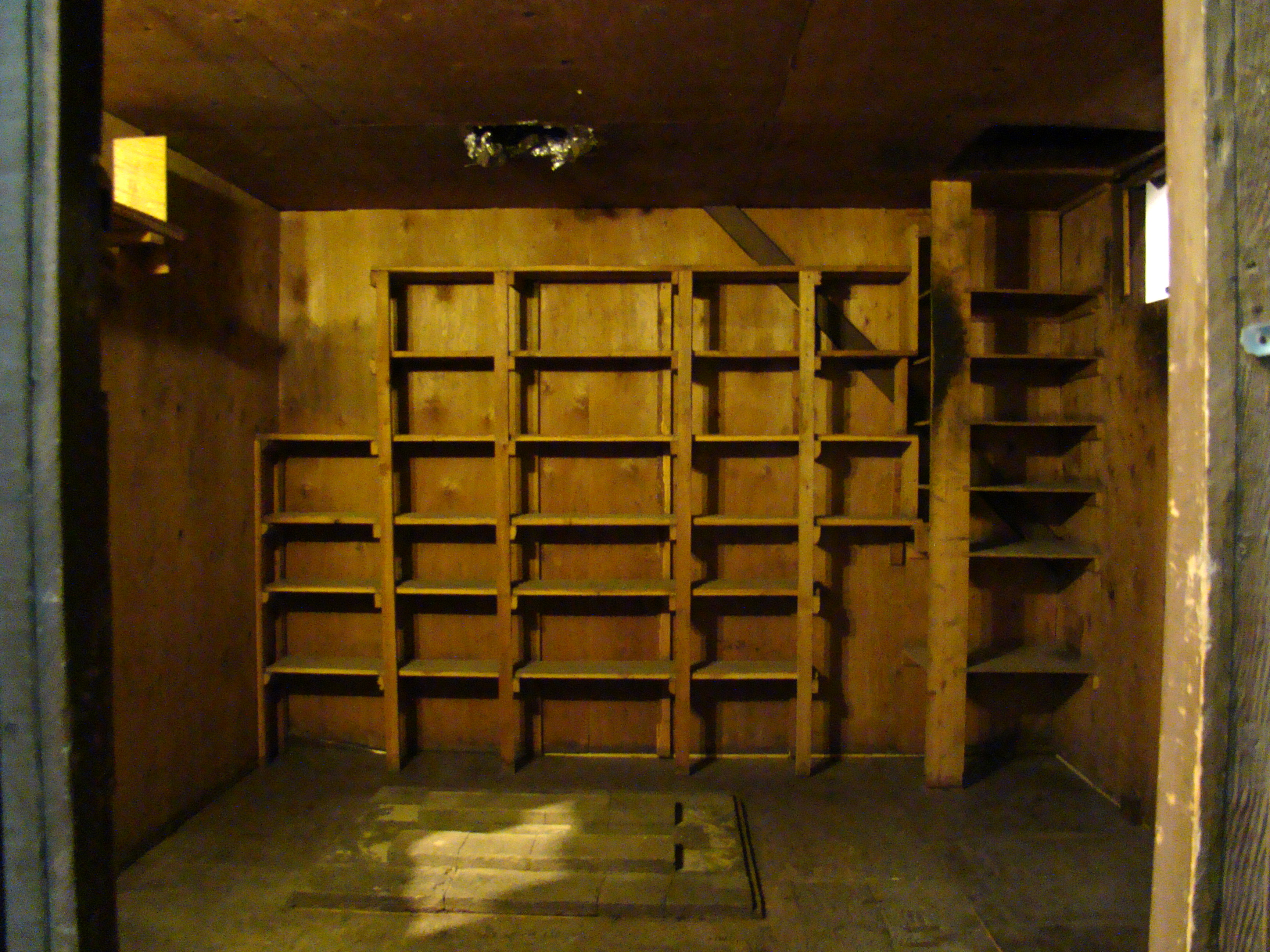
Interieur von Kaczynskis Holzhütte im Newseum in Washington, D.C. Sie steht seit 2008 dort. Zuvor hatte das FBI sie nach Sacramento, Kalifornien geschafft, um sie zu untersuchen. Dort stand sie lange in einem Lagerhaus.

Im Jahr 1971 zog er in die Stadt Great Falls im Bundesstaat Montana. Im Sommer desselben Jahres begann er in der Nähe von Lincoln, einem Dorf circa 130 Kilometer südwestlich von Great Falls, mit dem Bau einer Holzhütte in der Wildnis. Nach Fertigstellung bezog er sie und lebte dort bis zu seiner Festnahme 1996. Das Erdgeschoss hatte Abmessungen von etwa 3,05 Meter mal 3,65 Meter, was rund 11,1 m² entspricht. Die Hütte verfügte über ein ehemals als Lagerraum genutztes Satteldach, das zusätzlich mit einer Giebelöffnung ausgestattet war zum Betreten und Verlassen der Hütte, wenn der Schnee die Eingangstür blockierte.
Mithilfe sporadischer Aushilfsjobs sowie finanzieller Unterstützung durch seine Familie war es Kaczynski kurz darauf möglich, auch ein knapp 5600 m² umfassendes, seine Siedlungsstelle umgebendes Flurstück zu erwerben. Er bestritt ein einfaches Leben und versuchte, soweit möglich, sich als Selbstversorger zu organisieren, also vorzugsweise mit in der nahen Umgebung erhältlichen Mitteln aus der Natur über die Runden zu kommen. Fortan war er täglich aktiv als Jäger und Sammler, wodurch große Teile seiner Ernährung darauf basierten. Diese bestand aus mehr als einem Dutzend verschiedenen Arten von Wildtieren und vielen dutzend Arten von Wildpflanzen. Zusätzlich betrieb er Ackerbau von bspw. Kartoffeln und Gemüse, kaufte aber auch gelegentlich Lebensmittel im Supermarkt von Lincoln ein, vor allem in den ersten Wintern, zuletzt nur noch Mehl, Öl, Zucker, Reis und Getreideflocken. Strom hatte seine Hütte ebenso wenig wie einen Wasseranschluss, auch sonst verwendete er so gut wie keine Technik. Selbst bei einfachsten Werkzeugen versuchte er, nur solche zu benutzen, die er zuvor selbst hergestellt hatte.
Lincoln hatte damals etwa 1000 Einwohner. Durch die Natur um den Ort gibt es dort ein wenig Tourismus. Um Lincoln herum gab und gibt es zudem weitere Einsiedler in ihren Hütten, eine davon in Sichtweite. Kaczynskis Hütte lag etwa eine Stunde zu Fuß entfernt von dem Ort und nahe an im Winter von Touristen häufig mit Motorschlitten befahrenen Strecken. Der Lärm von diesen störte ihn, ebenso der Lärm von Maschinen der Forstwirtschaft.
Das verbreitete Bild vom Leben Kaczynskis als vollständiger Einsiedler und Selbstversorger gilt als überzeichnet, wurde von ihm selbst aber auch nie propagiert. Er kommunizierte offen seine gelegentlichen Besuche bspw. in der Bücherei und im Supermarkt von Lincoln.

## Attentate

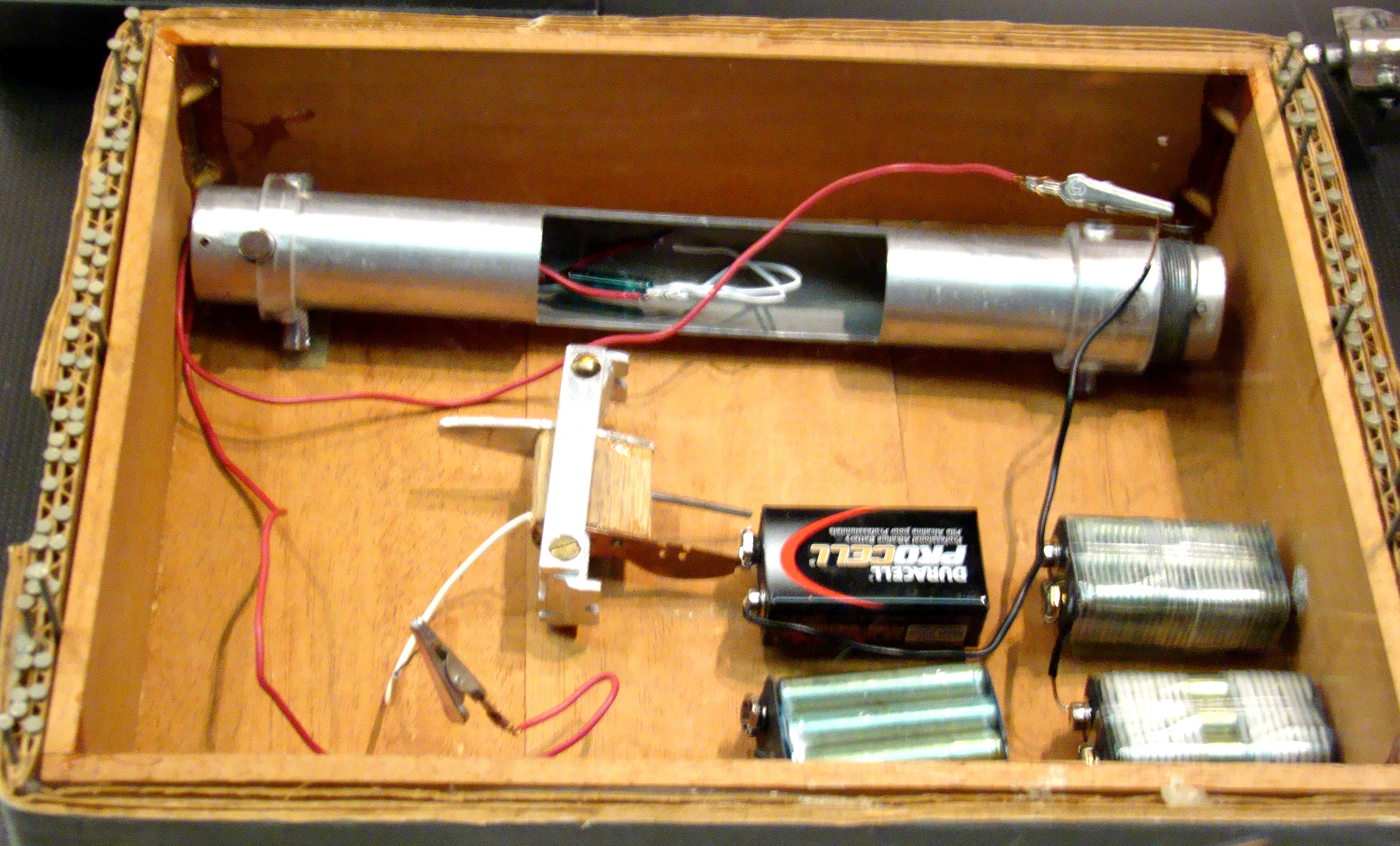
Nachbildung eines von Kaczynskis Sprengsätzen im Newseum

Im Mai 1978 wurde die erste von Kaczynski verschickte Paketbombe auf dem Parkplatz der University of Illinois at Chicago entdeckt. Als Rücksendeadresse war ein Materialwissenschaftsprofessor der Northwestern University vermerkt. Nachdem diesem das Paket „rückgesandt“ worden war, wurde er misstrauisch, da es nicht von ihm stammte, und reichte es weiter an die Polizei. Beim Öffnen des Paketes zündete der Sprengsatz und verletzte einen Polizisten. Als sich ähnliche Fälle häuften, bildete das FBI eine Arbeitsgruppe, die den Unabomber ermitteln sollte. 1985 versendete er mit vier Bomben die meisten innerhalb eines Jahres. Jene vierte im Dezember und elfte insgesamt forderte erstmals ein Todesopfer, den Besitzer eines Computergeschäfts in Sacramento. Nachdem er mit seiner nächsten Paketbombe Anfang 1987 einen weiteren Computerladenbesitzer schwer verletzt hatte, verübte er sechs Jahre lang keine weiteren Attentate. Mit seinen nächsten Bomben im Juni 1993 verletzte er dann innerhalb zweier Tage zwei renommierte Professoren schwer. Darauf folgten 1994 und 1995 seine letzten beiden Attentate, die beide tödlich waren.
| Datum             | Ort                                                                                       | Opfer                                                                             | Verletzungen |
| ----------------- | ----------------------------------------------------------------------------------------- | --------------------------------------------------------------------------------- | --- |
| 25. Mai 1978      | Northwestern University, Evanston, Illinois                                               | Terry Marker, University Police Officer                                           | kleinere Schnitt- und Brandwunden                                                                                    |
| 9. Mai 1979       | Northwestern University, Evanston, Illinois                                               | John Harris, Student                                                              | kleinere Schnitt- und Brandwunden                                                                                    |
| 15. November 1979 | American-Airlines-Flug 444 von Chicago nach Washington, D.C., Explosion während des Flugs | zwölf Passagiere                                                                  | Rauchvergiftung |
| 10. Juni 1980     | Lake Forest, Illinois                                                                     | Percy Wood, Präsident von United Airlines                                         | Schnitt- und Brandwunden am ganzen Körper                                                                            |
| 8. Oktober 1981   | University of Utah, Salt Lake City, Utah                                                  | keine, Bombe entschärft                                                           | keine |
| 5. Mai 1982       | Vanderbilt University, Nashville, Tennessee                                               | Janet Smith, Universitätsangestellte                                              | schwere Brandwunden an Händen und Splitterwunden am Körper                                                           |
| 2. Juli 1982      | University of California, Berkeley, Kalifornien                                           | Diogenes Angelakos, Professor für Ingenieurwissenschaft                           | schwere Brandwunden am Körper und Splitterwunden an rechter Hand und im Gesicht                                      |
| 15. Mai 1985      | University of California, Berkeley, Kalifornien                                           | John Hauser, Student                                                              | Verlust von vier Fingern der rechten Hand, durchtrennte Arterie im rechten Arm, geringer Sehverlust des linken Auges |
| 13. Juni 1985     | Auburn, Washington                                                                        | keine, Bombe entschärft                                                           | keine |
| 15. November 1985 | University of Michigan, Ann Arbor, Michigan                                               | James V. McConnell, Psychologieprofessor, und Nicklaus Suino, Forschungsassistent | McConnell: vorübergehender Gehörverlust; Suino: Brand- und Splitterwunden                                            |
| 11. Dezember 1985 | Sacramento, Kalifornien                                                                   | Hugh Scrutton, Computerladenbesitzer                                              | Tod |
| 20. Februar 1987  | Salt Lake City, Utah                                                                      | Gary Wright, Computerladenbesitzer                                                | schwere Nervenbeschädigungen am linken Arm                                                                           |
| 22. Juni 1993     | Tiburon, Kalifornien                                                                      | Charles J. Epstein, Genetikprofessor an der University of California              | schwere Trommelfellverletzungen und Hörverlust an beiden Ohren, Teilverlust dreier Finger                            |
| 24. Juni 1993     | Yale University, New Haven, Connecticut                                                   | David Gelernter, Informatikprofessor                                              | schwere Brand- und Splitterwunden, dauerhafte Beschädigung von rechter Hand und rechtem Auge                         |
| 10. Dezember 1994 | North Caldwell, New Jersey                                                                | Thomas J. Mosser, Manager der Werbeagentur Burson-Marsteller                      | Tod |
| 24. April 1995    | Sacramento, Kalifornien                                                                   | Gilbert P. Murray, Präsident einer Lobbygruppe der Holzindustrie Kaliforniens     | Tod |

## Manifest

### Publikation

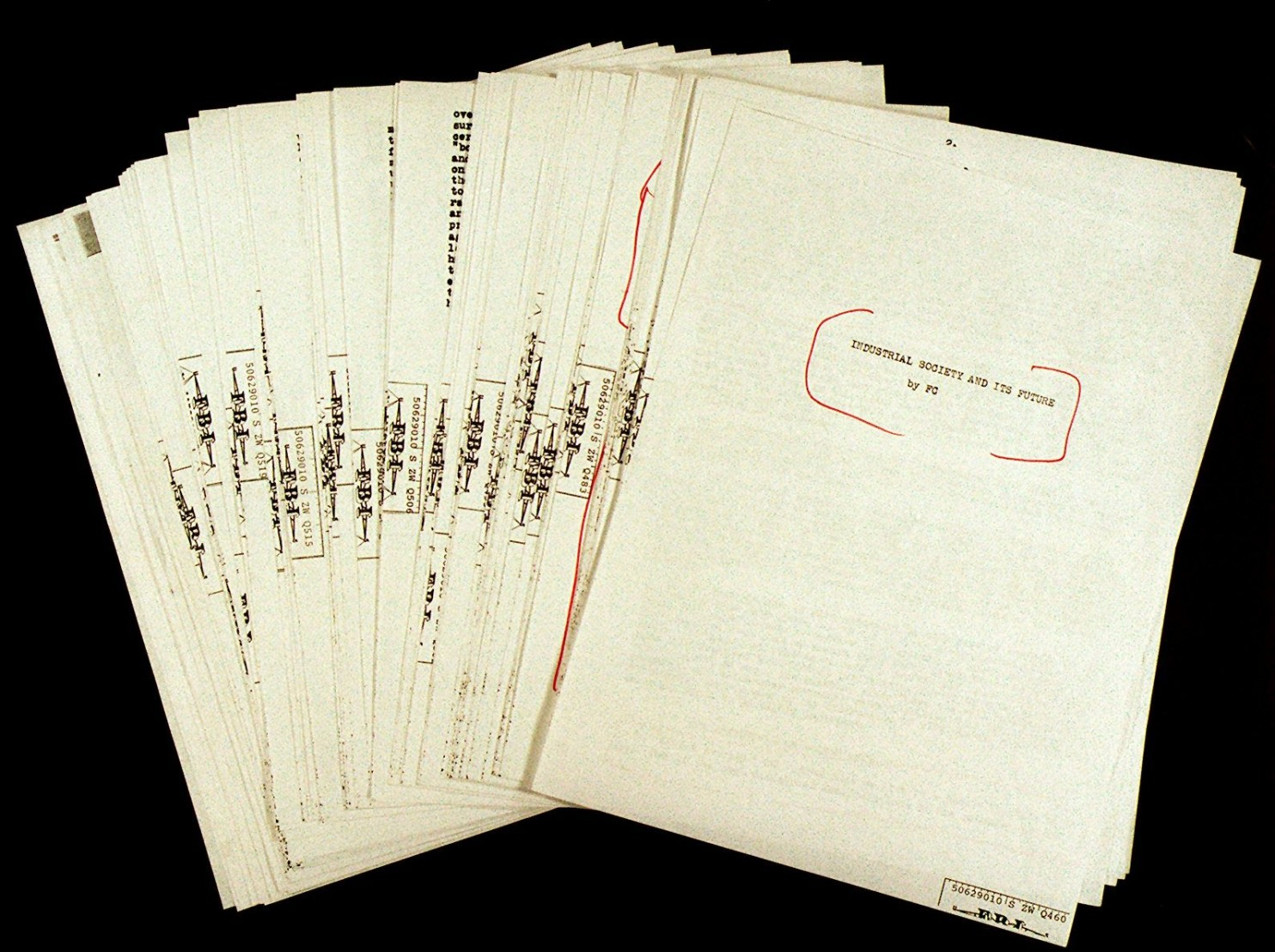
Die Abschrift des Manifests, die Kaczynski der Washington Post sendete

Im Juni 1995 verschickte Kaczynski anonym ein 35.000 Wörter langes Manifest mit dem Titel Die industrielle Gesellschaft und ihre Zukunft (Industrial Society and Its Future), auch bekannt als Unabomber-Manifest, an The New York Times und The Washington Post mit dem Angebot, die Bombenattentate zu beenden, falls diese das Manifest veröffentlichen würden. Am 19. September 1995 druckten beide Zeitungen den Text, nachdem sich auch die damalige Justizministerin Janet Reno und das FBI dafür ausgesprochen hatten.
Auf Anregung des Filmemachers Lutz Dammbeck hat Theodore Kaczynski später eine autorisierte Fassung des Manifests erstellt, deren deutsche Übersetzung 2005 erschien.

### Inhalt

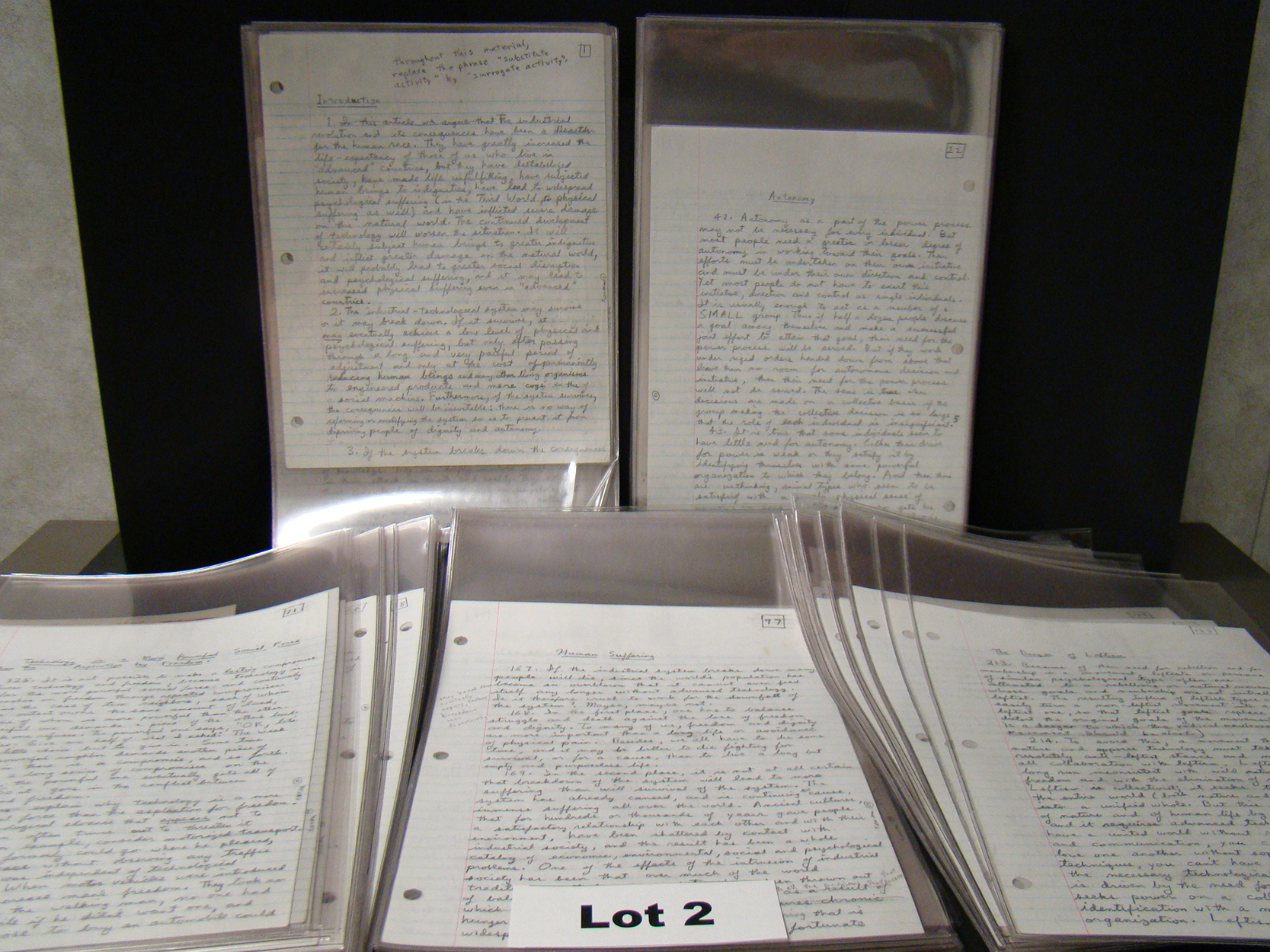
Ein von Kaczynski handgeschriebener Entwurf des Manifests

Zentraler Begriff seines Manifests ist „das industriell-technologische System“ („the industrial-technological system“). Kaczynski behauptet, die Technisierung unserer Gesellschaft infolge der Industriellen Revolution sei desaströs für die Menschheit gewesen, da hierdurch ein „System“ mit einem Selbsterhaltungstrieb habe entstehen können, welches mehr und mehr Einfluss auf den einzelnen Menschen nehme (Autopoiesis). Dies führe zur Aushöhlung von Freiheit, Würde und Selbstverwirklichung des Individuums und zu konkreten psychischen Problemen wie Minderwertigkeitsgefühlen und Depressionen.
Die Aushöhlung der Freiheit sei die Folge davon, dass das System für das eigene Funktionieren so gut wie möglich menschliches Verhalten kontrollieren müsse. Dadurch finde allerdings eine Entfremdung des Menschen von seinen natürlichen Lebensumständen statt; er werde „ein künstlich hergestelltes Produkt“.

„Das System MUSS die Menschen zu einem Verhalten zwingen, das sich immer stärker vom natürlichen Muster des normalen menschlichen Verhaltens unterscheidet. Beispielsweise braucht das System Wissenschaftler, Mathematiker, Ingenieure. Es kann ohne sie nicht funktionieren. Deshalb werden Kinder unter starken Druck gesetzt, sich auf diesen Gebieten auszuzeichnen. Es ist unnatürlich für einen heranwachsenden Menschen, die meiste Zeit lernend an einem Schreibtisch zu verbringen. Ein normaler Heranwachsender möchte aktiven Kontakt zur realen Welt haben.“

Diese Entfremdung verursache im Menschen tiefgreifende psychische Probleme, welche über die üblichen Diagnosen hinausgehen. („Das Konzept "geistiger Gesundheit" in unserer Gesellschaft wird im Allgemeinen daran gemessen, wie sich der einzelne in Übereinstimmung mit den Bedürfnissen des Systems verhält, ohne Stress-Symptome zu zeigen.“) Wirklich glücklich leben könne ein Mensch nur in kleinen autonomen Gruppen, die in der Natur leben und dort täglich ihre grundlegenden Bedürfnisse befriedigen, weil er sich nur durch solche Tätigkeiten wirklich selbstwirksam fühlen könne. Stattdessen greife der moderne Mensch auf der Suche nach Erfüllung auf unbefriedigende „Ersatztätigkeiten“ („surrogate activities“) zurück: Als Beispiele für solche Ersatzhandlungen gelten für ihn unter anderem wissenschaftliches Forschen, künstlerisches Schaffen, Sport, Erklimmen der Karriereleiter, Erwerb von Geld und materiellen Gütern (wo sie „keine zusätzliche körperliche Befriedigung mehr bereiten“) sowie sozialen Aktivismus („wenn dieser sich Problemen zuwendet, die für die Aktivisten persönlich nicht wichtig sind“).
Kaczynski schlussfolgert im Manifest, dass eine Revolution mit dem Ziel eines möglichst baldigen Zusammenbruchs des Systems notwendig sei. Dieser würde selbst zwar viel Leid erzeugen, insgesamt aber noch größeres Leid verhindern, welches durch den Fortbestand dieses Systems und weitere technische Fortschritte verursacht werden würde. Moderne Technik dürfe nur verwendet werden, um den Bruch des Systems zu beschleunigen.

## Ermittlungen und Festnahme

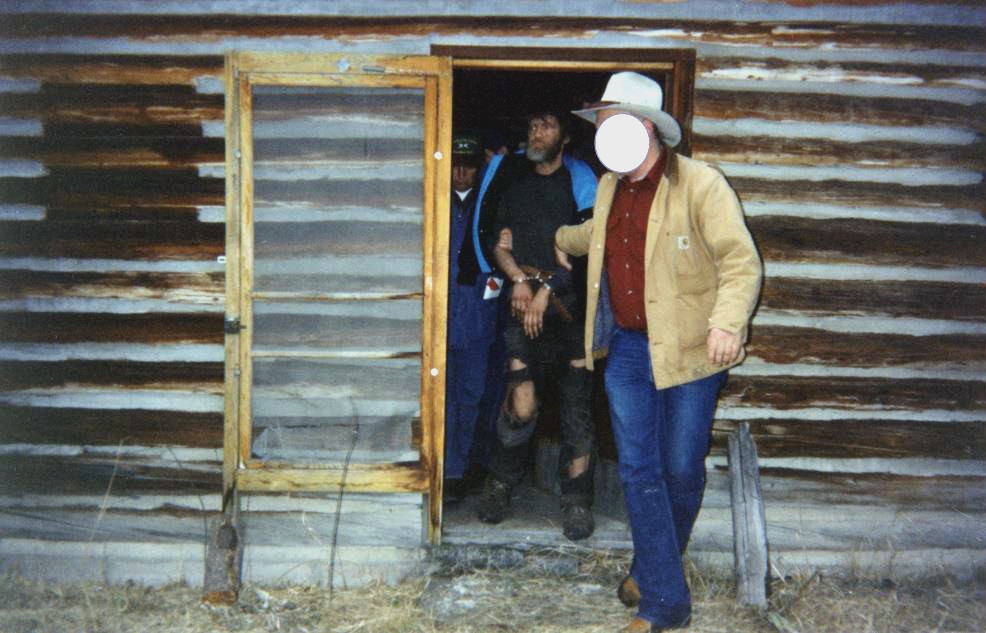
Festnahme Kaczynskis

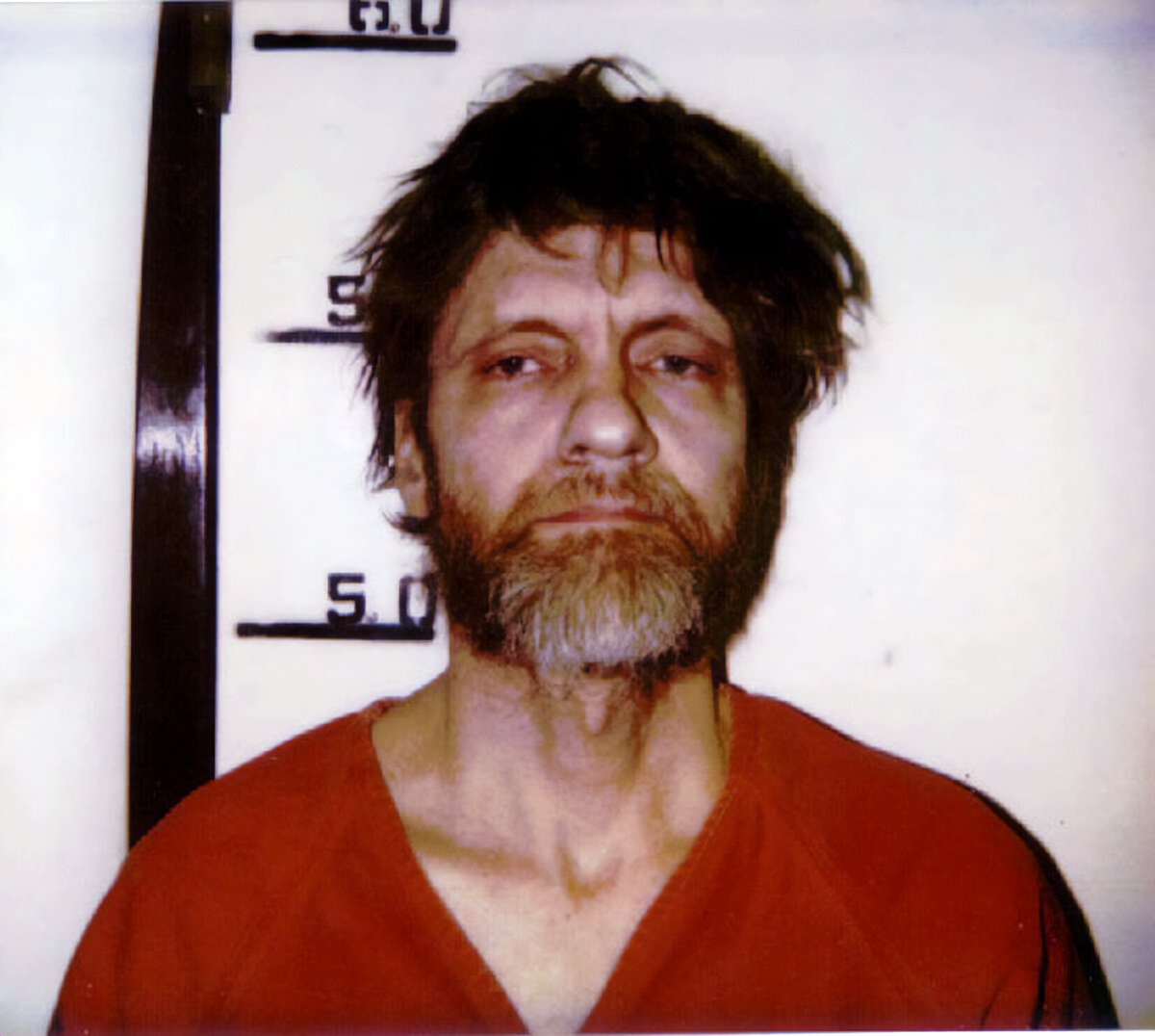
Kaczynski nach seiner Festnahme 1996

In den Anfangsjahren konkurrierten innerhalb der ermittelnden UNABOM Task Force noch zwei verschiedene Täterprofile: Neben dem sich später bestätigenden überdurchschnittlich intelligenten Mann aus dem akademischen Umfeld der „hard sciences“ (deutsch MINT-Fächer) wurde alternativ auch ein einfacher Flugzeugmechaniker aus der Arbeiterschicht vermutet. 1993, als schon Einigkeit herrschte, dass es sich um einen Intellektuellen handeln müsse, richtete die Task Force eine 1-800-Hotline ein und setzte eine Belohnung von 1.000.000 US-Dollar für Informationen aus, die zur Identifikation und Gefangennahme des Unabombers führen würden.
Nach dem Zeitungsabdruck des Manifests erkannte Teds jüngerer Bruder David anhand der darin vertretenen Ideen, des Schreibstils und des öffentlichen Täterprofils seinen Bruder und verständigte nach eigenen Ermittlungen die Behörden. Ted Kaczynski wurde am 3. April 1996 in seiner Hütte in Lincoln vom FBI festgenommen. Die Ermittlungen zu diesem Fall hatten insgesamt rund 50 Millionen US-Dollar gekostet und etwa eine Million Arbeitsstunden verursacht, der bis dahin größte in den USA je betriebene Aufwand zur Ergreifung eines Täters.

## Verurteilung und Haft
Am 4. Mai 1998 wurde Kaczynski nach vorheriger Absprache von Verteidigern (darunter Judy Clarke) und Staatsanwaltschaft zu achtmaliger lebenslanger Freiheitsstrafe ohne Möglichkeit der Bewährung verurteilt. Kaczynskis Verteidigung ging, bestärkt durch entsprechende Aussagen seines Bruders, davon aus, dass er an einer schweren psychischen Störung leide und seine Schuldfähigkeit bezweifelt werden müsse, und wählte deshalb die Verteidigungsstrategie, ihn als psychisch krank darzustellen, um einer möglichen Todesstrafe zu entgehen. Kaczynski selbst wandte sich gegen diese Strategie seiner Anwälte und bestand darauf, sich selbst zu vertreten. Dies verwehrte ihm allerdings Richter Garland Ellis Burrell Jr., woraufhin er am 9. Januar 1998 versuchte, sich zu erhängen.
Eine gutachterliche Untersuchung durch die Psychiaterin Sally Johnson stellte indes die vorläufige Diagnose, dass er an einer episodischen paranoiden Schizophrenie mit interepisodischen Residualsymptomen sowie Paranoider Persönlichkeitsstörung erkrankt sei. Auf den klinischen Skalen fand Johnson mäßige Erhöhungen: auf dem MMPI-2 für Introvertiert (0), Psychopathisch (4) und Paranoid (6) sowie auf dem MCMI für Schizoid (1), Vermeidend (2) und Sadistisch-Aggressiv (6B). Sie konstatierte, dass Personen mit ähnlichen MMPI-Testergebnissen typischerweise die Welt als bedrohlich betrachten und sich selbst als missverstanden und ungerecht behandelt. Sie seien sehr selbstzentriert und gerieten oft in Konflikte. Menschen mit ähnlichen MCMI-Ergebnissen hätten Probleme, die hauptsächlich durch feindselige Entfremdung gekennzeichnet seien. Diese Personen zeigten oft eine offensichtliche Missachtung oder Wut auf Bezugspersonen und andere Menschen im Allgemeinen. Diese Diagnose wird dafür kritisiert, auf Kaczynskis als außergewöhnlich betrachtetem Weltbild und Lebensstil zu basieren. Sie gilt außerdem als verzerrt durch die Darstellung von Kaczynski als „krank“ durch die Medien sowie durch seine Familie (vor allem seinen Bruder), die ihn damit womöglich nur vor der Todesstrafe retten wollte. Sie wurde von ihm selbst in seinem Tagebuch bereits vorhergesagt, bevor er seine Bombenattentate startete. Dabei beschrieb er seine Abstempelung als „psychisch krank“ als Mechanismus des Systems (siehe Abschnitt „Inhalt“ unter „Manifest“), sich selbst zu erhalten, indem es seine Ideen auf diese Weise diskreditiert (siehe auch Antipsychiatrie). An dieser Ansicht hielt er bis zu seinem Tod fest.
Durch das psychiatrische Gutachten unter Druck gesetzt und in der Befürchtung, der Prozess könnte scheitern, machte die Staatsanwaltschaft Kaczynski und seiner Verteidigung das Angebot einer Verständigung im Sinne der lebenslangen Freiheitsstrafe. Kaczynski willigte ein. Er verbüßte seine Haft zunächst im Bundesgefängnis ADX Florence in Colorado, das als sicherstes ziviles Gefängnis der USA gilt. Im Dezember 2021 wurde Kaczynski nach Butner, North Carolina in das dortige Federal Medical Center verlegt, das auf die Unterbringung von Insassen mit Herzproblemen spezialisiert ist. Am Morgen des 10. Juni 2023 wurde Kaczynski tot in seiner Gefängniszelle aufgefunden. Er wurde 81 Jahre alt und starb durch Suizid.
Kaczynskis Name fiel in Verbindung mit dem Zodiac-Killer. Er galt kurzzeitig als ein Verdächtiger, da zufällig verschiedene Merkmale mit dem des gesuchten Täters übereinstimmten. So lebte er zu der Zeit, als die Morde geschahen, in der Bay Area, war ebenso hochbegabt, und verwendete ähnliche Methoden, allen voran Bomben, Codes und Kommunikation über Briefe an Zeitungen. Allerdings war Kaczynski in mehreren Fällen zum Tatzeitpunkt nicht in Kalifornien. Auch die Fingerabdrücke Kaczynskis stimmen nicht mit denen des unbekannten Täters überein.
In der Haft schrieb Kaczynski und korrespondierte mit etwa 400 Personen, darunter mit einigen auf Deutsch, was er seit seiner Mitgliedschaft in der Deutsch-AG von Harvard fließend sprach. Seine Dokumente werden in der Labadie Collection der Bibliothek der University of Michigan verwahrt. Die Namen vieler Briefpartner werden bis 2049 nicht veröffentlicht. 2010 erschien mit Technological Slavery: The Collected Writings of Theodore J. Kaczynski, a.k.a. „The Unabomber“ eine Anthologie vorher unpublizierter Essays mit Bezug zu Kaczynskis Technologiekritik und Briefen, 2016 erschien Anti-Tech Revolution: Why and How (zweite Auflage: 2020), eine umfassende historische Analyse der Effekte von Technologie auf die Gesellschaft mit einem Vorschlag für diejenigen, die sich dagegen organisieren wollen.

## Verhältnis zu politischen Strömungen

### Verhältnis zu Anarchismus und Primitivismus
Kaczynski bezeichnete sich selbst als Anarchisten.
Am häufigsten wird er dem Primitivismus zugeordnet, der als anarchistische Teilströmung gilt. Gleichzeitig kritisierte er die primitivistische Bewegung als in Teilen zu reformistisch und zu wenig revolutionär. Einige primitivistische Autoren wie John Zerzan und John Moore verteidigten ihn trotz distanzierter Ansichten zu seinen Ideen und Aktionen.

### Verhältnis zur Umweltschutzbewegung und dem Ökofaschismus
Kaczynski sah sich selbst nicht als Umweltschützer, und keines der zentralen Konzepte Kaczynskis entstammt der Umweltschutzbewegung. Seine gelegentliche Einordnung als „radikaler Umweltschützer“ gilt als „absichtliche Erfindung“ der politischen Rechten Mitte der 1990er Jahre für eigene politische Zwecke.
Kaczynski ist die populärste Figur der Anhänger des Ökofaschismus, obwohl er selbst den Faschismus als „böse“ bezeichnete und Rassismus ablehnte.

### Verhältnis zu Linken und Konservativen
Seine Kritik an der politischen Linken zieht sich durch sein gesamtes Manifest. Seines Erachtens vertritt diese gesellschaftlich bereits anerkannte moralische Prinzipien, wie beispielsweise Gleichberechtigung, als politische Ziele und unterstützt so das System, statt dagegen zu rebellieren. Seine ausführliche Kritik an den Linken begründete er zudem damit, dass „die Probleme der Linksorientierten […] auf die Probleme unserer Gesellschaft als Ganzes [hinweisen]“ würden. So sei deren sozialer Aktivismus in der Regel ein typisches Beispiel für eine „Ersatzhandlung“, die der Aktivist nur aus psychologischen Gründen vollzieht, die ihm aber niemals die gewünschte Bedürfnisbefriedigung bzw. Erfüllung bringen werde (siehe Abschnitt „Inhalt“).
Mit Konservativen beschäftigte er sich in seinem Manifest in lediglich zwei Sätzen und bezeichnete sie als fools („Narren“/„Dummköpfe“), die „über den Verfall traditioneller Werte jammern, aber gleichzeitig mit vollem Enthusiasmus technischen Fortschritt und wirtschaftliches Wachstum unterstützen“. Und weiter: „Anscheinend kommt es ihnen niemals in den Sinn, dass man keine raschen, drastischen Veränderungen in der Technik und in der Wirtschaft einer Gesellschaft vornehmen kann, ohne auch in allen anderen Aspekten der Gesellschaft rasche Veränderungen zu verursachen und dass solche raschen Veränderungen unvermeidbar traditionelle Werte brechen.“

## Rezeption
James Q. Wilson schrieb 1998 in The New York Times:

“If it is the work of a madman, then the writings of many political philosophers—Jean Jacques Rousseau, Tom Paine, Karl Marx—are scarcely more sane.”

„Wenn das das Werk eines Verrückten ist, dann sind die Schriften vieler politischer Philosophen – Jean-Jacques Rousseau, Tom Paine, Karl Marx – kaum vernünftiger.“

Alston Chase, ehemaliger Kommilitone Kaczynskis in Harvard und späterer Philosophie-Professor, schrieb 2000 in The Atlantic:

“It is true that many believed Kaczynski was insane because they needed to believe it. But the truly disturbing aspect of Kaczynski and his ideas is not that they are so foreign but that they are so familiar. […] We need to see Kaczynski as exceptional—madman or genius—because the alternative is so much more frightening.”

„Es ist wahr, dass viele geglaubt haben, dass Kaczynski verrückt ist, weil sie es glauben mussten. Das wirklich Verstörende an Kaczynski und seinen Ideen ist nicht, dass sie so fremd sind, sondern, dass sie so vertraut sind. […] Wir müssen Kaczynski als außergewöhnlich betrachten – egal ob Geisteskranker oder Genie –, weil die Alternative so viel beängstigender ist.“

Durch die Netflix-Serie Manhunt: Unabomber erlangte Kaczynski ab 2017 weltweit große Popularität.

### Filme, Dokus und Serien
- 1996: Unabomber: The True Story, TV-Film[59]
- 1997: Im Film Good Will Hunting erwähnt der Psychologe Sean Maguire Ted Kaczynski als negatives Beispiel dafür, wozu Genies imstande sein können.
- 2000: Die von James Cameron produzierte Serie Dark Angel spielt in einem dystopischen 2019. In der Hintergrundgeschichte spielt eine Terrorgruppe, die sich auf Kaczynski bezieht, eine tragende Rolle.[60]
- 2004: Lutz Dammbeck: Das Netz, Dokumentarfilm
- 2012: James Benning: Stemple Pass (123 min, USA)
- 2017: Greg Yaitanes: Manhunt: Unabomber. Die US-amerikanische Miniserie erzählt die Hintergrundgeschichte der FBI-Ermittlungen des Falles. Ted Kaczynski wird von Paul Bettany dargestellt.
- 2020: Unabomber: In His Own Words. Die Serie stellt die FBI-Ermittlungen dar, ergänzt um Sprachaufzeichnungen, die aus einem mit Kaczynski in Haft geführtem Interview stammen.[61]
- 2021: Tony Stone: Ted K, Spielfilm
- Das Intro der Krimi-Serie Criminal Minds zeigt das Polizeifoto von Kaczynski. Zudem ist eine Episode an Kaczynskis Fall angelehnt, ebenso wie eine Episode von Law & Order (Disappeared, 22. April 1998).

### Musik
- Die norwegische Band Combichrist erwähnt Kaczynski in ihrem Titel God Bless.
- Textausschnitte des Unabomber-Manifests werden in Kirlian Cameras Kaczynski Code und in Citizen Una verwendet.
- Der Schweizer Musiker Guz schrieb ein Lied mit dem Titel Ted Kaczynski war ein Freund von mir.
- Die schwedische Rockband Mando Diao veröffentlichte auf ihrem Album Ode to Ochrasy einen Song mit dem Titel Killer Kaczynski.
- Die walisische Rockband Manic Street Preachers veröffentlichte 1998 ein Lied mit dem Titel Montana/Autumn/78, dessen Text sich um Kaczynski dreht, als B-Seite ihrer Single If You Tolerate This Your Children Will Be Next.
- Die amerikanische Band Macabre veröffentlichte 1999 eine EP mit Namen Unabomber. Als Cover diente das Phantombild des Unabombers.
- Die amerikanische Band Sleepytime Gorilla Museum hat auf ihrem Album Of Natural History den Song FC: The Freedom Club veröffentlicht, in dem sich die Band mit dem Unabomber auseinandersetzt. Das Album ist der Band zufolge Teil der „debate between two contradictory pillars of 20th C. Anti-Humanism: The Futurists versus the Unabomber“.
- Die amerikanische Metalcore-Band The Acacia Strain veröffentlichte auf ihrem Album Wormwood einen Song mit dem Titel Unabomber, der von der Abhängigkeit der Menschheit von Technologie handelt.
- Der amerikanische Rapper Ill Bill veröffentlichte 2013 das Lied Exploding Octopus samt Musikvideo, welches sich thematisch mit Theodore Kaczynski auseinandersetzt.[62]
- Die amerikanische Band Fall Out Boy erwähnt den Unabomber in ihrem Lied We Didn’t Start the Fire.

### Theater
Im März 2000, nur viereinhalb Jahre nach der Veröffentlichung des Manifests, zeigte das Ensemble Freuynde + Gaesdte in Berlin und Münster eine szenische Collage mit dem Titel virus, die in Sprechchören und Dialogszenen umfangreiche Passagen von Kaczynskis Text präsentierte. Dem Manifest wurden technikgläubige Statements und Interviews (unter anderem mit Ray Kurzweil, s. o.) und Videoprojektionen der Künstlergruppe Projektraum dialektisch gegenübergestellt. Die Inszenierung stammte von Zeha Schröder, die Musik komponierte Olga Neuwirth, ChrisTine Urspruch spielte die Rolle einer Terroristin.

### Verwendung seines Namens als Allonym
- Der US-Wrestler Glenn Jacobs benutzte kurzzeitig den Ringnamen „Unabomb“, der an Unabomber angelehnt war.
- Der Pokerspieler Phil Laak hat den Spitznamen Unabomber erhalten, weil er beim Pokern stets Kapuze und Sonnenbrille trägt.
- Ein nicht gefasster Bombenattentäter in Italien wird als italienischer Unabomber bezeichnet.

## Bibliografie

### Essays
- 1995: Die Industrielle Gesellschaft und ihre Zukunft (auch bekannt als das Unabomber-Manifest). ISBN 978-1-7210-2245-8 (u. a.).
- 2008: The Road to Revolution. ISBN 978-2-88892-065-6
  - 2010: Technological Slavery (2. Ausgabe von The Road to Revolution). ISBN 978-1-932595-80-2.
  - 2019: Technological Slavery (3. Ausgabe). ISBN 978-1-944228-01-9.
  - 2022: Technological Slavery: Enhanced Edition (4. Ausgabe). ISBN 978-1-944228-03-3.
- 2016: Anti-Tech Revolution: Why and How. ISBN 978-1-944228-00-2.
  - 2020: Anti-Tech Revolution: Why and How Enhanced. ISBN 978-1-944228-02-6.

### Mathematische Schriften
- Juni/Juli 1964: Another Proof of Wedderburn's Theorem. American Mathematical Monthly. 71 (6): S. 652f. doi:10.2307/2312328. JSTOR:2312328. Arbeit in abstrakter Algebra: Beweis für den Satz von Wedderburn.
- Juni/Juli 1964: Advanced Problem 5210. American Mathematical Monthly. 71 (6): S. 689. doi:10.2307/2312349. JSTOR:2312349. Problem in abstrakter Algebra.
  - Juni/Juli 1964: Distributivity and (-1)x = -x (Fortgeschrittenes Problem 5210, zusammen mit R.G. Bilyeu.). American Mathematical Monthly. 72 (6): S. 677f. doi:10.2307/2313887. JSTOR:2313887. Überarbeitete Version von Advanced Problem 5210.
- Juli 1965: Boundary Functions for Function Defined in a Disk. Indiana University Mathematics Journal. 14 (4): S. 589–612.
- November 1966: On a Boundary Property of Continuous Functions. Michigan Mathematical Journal. 13 (3): S. 313–320. doi:10.1307/mmj/1031732782.
- 1967: Boundary Functions (fragment). Dissertation. University of Michigan. ProQuest 288225414. Kaczynskis Doktorarbeit. Die vollständige Dissertation kann bei ProQuest unter der Veröffentlichungsnummer 6717790 erworben werden.
- März/April 1968: Note on a Problem of Alan Sutcliffe. Mathematics Magazine. 41 (2): S. 84–86. doi:10.2307/2689056. JSTOR:2689056. Eine kurze Abhandlung in der Zahlentheorie über Zahlzeichen.
- März 1969: Boundary Functions for Bounded Harmonic Functions. Transactions of the American Mathematical Society. 137: S. 203–209. doi:10.2307/1994796. JSTOR:1994796. Archiviert.
- Juli 1969: Boundary Functions and Sets of Curvilinear Convergence for Continuous Functions. Transactions of the American Mathematical Society. 141: S. 107–125. doi:10.2307/1995093. JSTOR:1995093. Archiviert.
- November 1969: The Set of Curvilinear Convergence of a Continuous Function Defined in the Interior of a Cube. Proceedings of the American Mathematical Society. 23 (2): S. 323–327. doi:10.2307/2037166. JSTOR:2037166. Archiviert.
- Januar/Februar 1971: Problem 787. Mathematics Magazine. 44 (1): S. 41. doi:10.2307/2688865. JSTOR:2688865. Lösung eines fortgeschrittenen Problems in der Geometrie.
  - November/Dezember 1971: A Match Stick Problem. (Zusammen mit R.A. Gibbs und R.L. Breisch). Mathematics Magazine. 44 (5): S. 294–296. doi:10.2307/2688646. JSTOR:2688646. Überarbeitete Version von Problem 787.